# Leleka-100
Leleka-100 (ucraniano: Лелека-100), también conocido como Stork, es un vehículo aéreo no tripulado (UAV) ucraniano diseñado para reconocimiento aéreo. Fue encargado por las Fuerzas Armadas de Ucrania en 2021 y se ha utilizado ampliamente durante la invasión rusa de Ucrania en 2022. Sirvió como base para la munición merodeadora RAM II.